# John Collins (canottiere)
John Collins (Twickenham, 24 gennaio 1989) è un canottiere britannico, vicecampione nel quattro di coppia ai campionati mondiali di Sarasota 2017.

## Biografia
Ha rappresentato la Gran Bretagna ai Giochi olimpici estivi di Rio de Janeiro 2016 terminando quinto nel due di coppia con il connazionale Jonathan Walton.
Ai campionati mondiali di Sarasota 2017 ha vinto la medaglia d'argento nel quattro di coppia con Jack Beaumont, Jonathan Walton, e Graeme Thomas.
Agli europei di Varese 2021, con Graeme Thomas, ha vinto la medaglia d'argento nel due di coppia, terminando alle spalle dei francesi Hugo Boucheron e Matthieu Androdias e degli olandesi Melvin Twellaar e Stef Broenink.

## Palmarès
- Mondiali

Sarasota 2017: argento nel quattro di coppia;
- Europei

Varese 2021: bronzo nel due di coppia;